# Begonia coriacea
Espèce
Synonymes
- Begonia hasskarlii Zoll. & Moritzi[1]
- Begonia hernandiifolia Hook.[1]
- Begonia junghuhniana Miq.[1]
- Begonia peltata Hassk.[1]
- Begonia umbilicata Planch.[1]
- Mitscherlichia coriacea (Hassk.) Klotzsch[1]
- Mitscherlichia junghuhniana (Miq.) Miq.[1]

Begonia coriacea est une espèce de plantes de la famille des Begoniaceae. Ce bégonia est originaire d'Indonésie. L'espèce fait partie de la section Jackia. Elle a été décrite en 1844 par Justus Carl Hasskarl (1811-1894). L'épithète spécifique coriacea signifie épais, rugueux et coriace.
En 2018, l'espèce a été assignée à une nouvelle section Jackia, au lieu de la section Reichenheimia. 

## Répartition géographique
Cette espèce est originaire du pays suivant : Indonésie.